# Montemale di Cuneo
Montemale di Cuneo (Montomal in piemontese, Mountomal in occitano) è un comune italiano di 237 abitanti della provincia di Cuneo in Piemonte. Il comune di Montemale si trova a un'altezza di 961 m s.l.m. sulla propaggine montuosa che separa le valli Maira e Grana sottostanti; l'abitato è dominato da un imponente castello ricostruito nel 1936 dopo secoli di abbandono.

## Storia
Di Montemale si hanno notizie fin dal 1098, quando Rodolfo, signore del luogo, e la moglie Richelda donarono alcuni possedimenti al monastero di Savigliano. Nel 1170 i Montemale divennero vassalli dei Marchesi di Saluzzo espandendo i loro possedimenti anche su Vottignasco e parte della città di Saluzzo dove abitarono per un lungo periodo. Il marchese Enrico di Busca, nel 1244, fece omaggio di quanto possedeva in territorio di Montemale al Comune di Cuneo, mentre nel 1265 il marchese di Saluzzo, Tommaso I, cedette Montemale al Conte di Provenza.

Il 20 marzo del 1281 Tommaso I stipulò un trattato con i Marchesi di Busca i quali si assoggettarono a Saluzzo. Il trattato fu visto dai cuneesi come una rivendicazione dei territori di Montemale e Dronero. Nello stesso anno i cuneesi conquistarono Dronero e Montemale. Gli ultimi membri della famiglia dei Montemale a regnare furono Giovanni e Giacomo, cacciati dopo essersi alleati a Manfredo signore di Cardè. 
Il marchese di Saluzzo Federico II, in seguito all'alleanza dei Montemale con i Provenzali, tolse loro il feudo unendolo a quelli di Monterosso, Valgrana e Pradleves e dandoli a suo fratello Eustachio di Saluzzo nel 1384; i Montemale furono costretti a lasciare il loro feudo e a trasferirsi a Cuneo. Il paese da allora fu legato alle sorti del Marchesato di Saluzzo fino all'avvento della dominazione dei Savoia.
Durante la seconda guerra mondiale il castello di Montemale fu adibito a centro di prigionia per gli ufficiali dell'esercito jugoslavo fatti prigionieri dal Regio Esercito durante l'invasione della Jugoslavia, iniziata il 6 aprile 1941.

### Simboli
Lo stemma e il gonfalone del comune sono stati concessi con regio decreto del 14 novembre 1935.

## Amministrazione
Di seguito è presentata una tabella relativa alle amministrazioni che si sono succedute in questo comune.
| Periodo        | Periodo        | Primo cittadino  | Partito                      | Carica      | Note  |
| -------------- | -------------- | ---------------- | ---------------------------- | ----------- | ----- |
| 15 luglio 1985 | 2 aprile 1989  | Giuseppe Ferrero | lista civica                 | Sindaco     | [ 5 ] |
| 15 aprile 1989 | 19 maggio 1990 | Lorenzo Cerutti  | lista civica                 | Sindaco     | [ 5 ] |
| 19 maggio 1990 | 24 aprile 1995 | Giorgio Cerutti  | Partito Socialista Italiano  | Sindaco     | [ 5 ] |
| 24 aprile 1995 | 14 giugno 1999 | Giorgio Cerutti  | lista civica                 | Sindaco     | [ 5 ] |
| 14 giugno 1999 | 19 maggio 2004 | Giorgio Cerutti  | Partito Popolare Italiano    | Sindaco     | [ 5 ] |
| 19 maggio 2004 | 14 giugno 2004 | Rosaria De Bonis |                              | Comm. pref. | [ 5 ] |
| 14 giugno 2004 | 8 giugno 2009  | Oscar Virano     | lista civica                 | Sindaco     | [ 5 ] |
| 8 giugno 2009  | 26 maggio 2014 | Oscar Virano     | -                            | Sindaco     | [ 5 ] |
| 26 maggio 2014 | 27 maggio 2019 | Oscar Virano     | lista civica Mons-mali       | Sindaco     | [ 5 ] |
| 27 maggio 2019 | in carica      | Albino Dao       | lista civica Siamo Montemale | Sindaco     | [ 5 ] |

### Altre informazioni amministrative
Il comune faceva parte della comunità montana Valli Grana e Maira.

## Società

### Evoluzione demografica
Abitanti censiti